# کلیسای هوهانس مقدس، ماستارا
کلیسای هُوْهانِس مقدس (ارمنی: Սուրբ Յովհաննես Եկեղեցի; انگلیسی: Church of Saint John) یک صومعه حواری ارمنی واقع در روستای ماستارا، در استان آراگاتسوتن، ارمنستان می‌باشد. ساخت و ساز این ساختمان سده ۵ام میلادی؛ به پایان رسید. این بنا به سبک معماری ارمنی طراحی شده‌است.

## نگارخانه

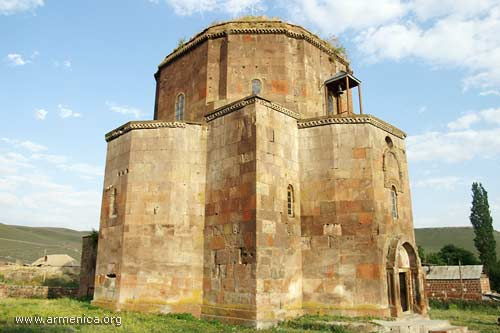
نمایی از سمت شمالغربی کلیسا
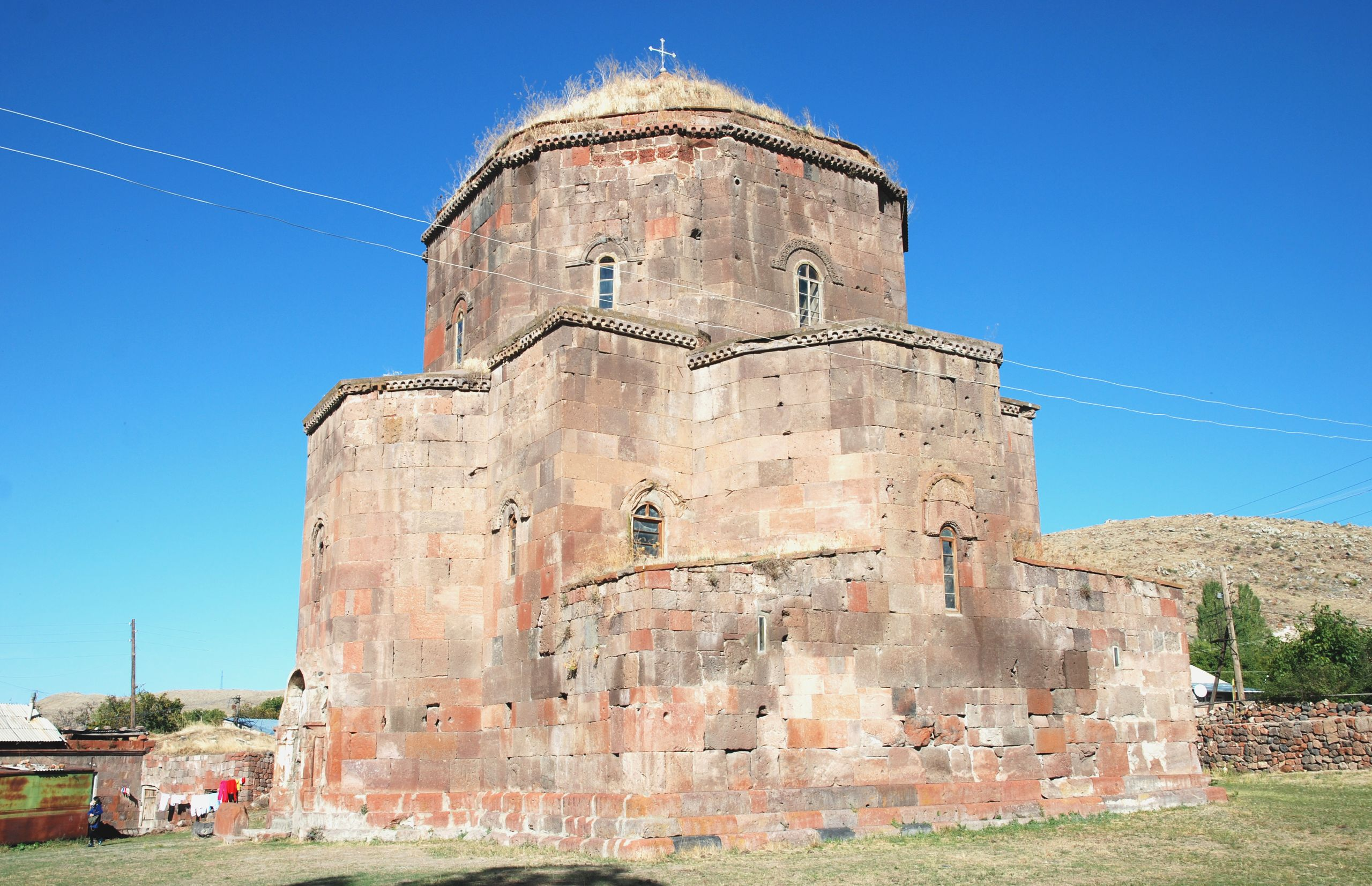
نمایی از سمت جنوب شرقی کلیسا
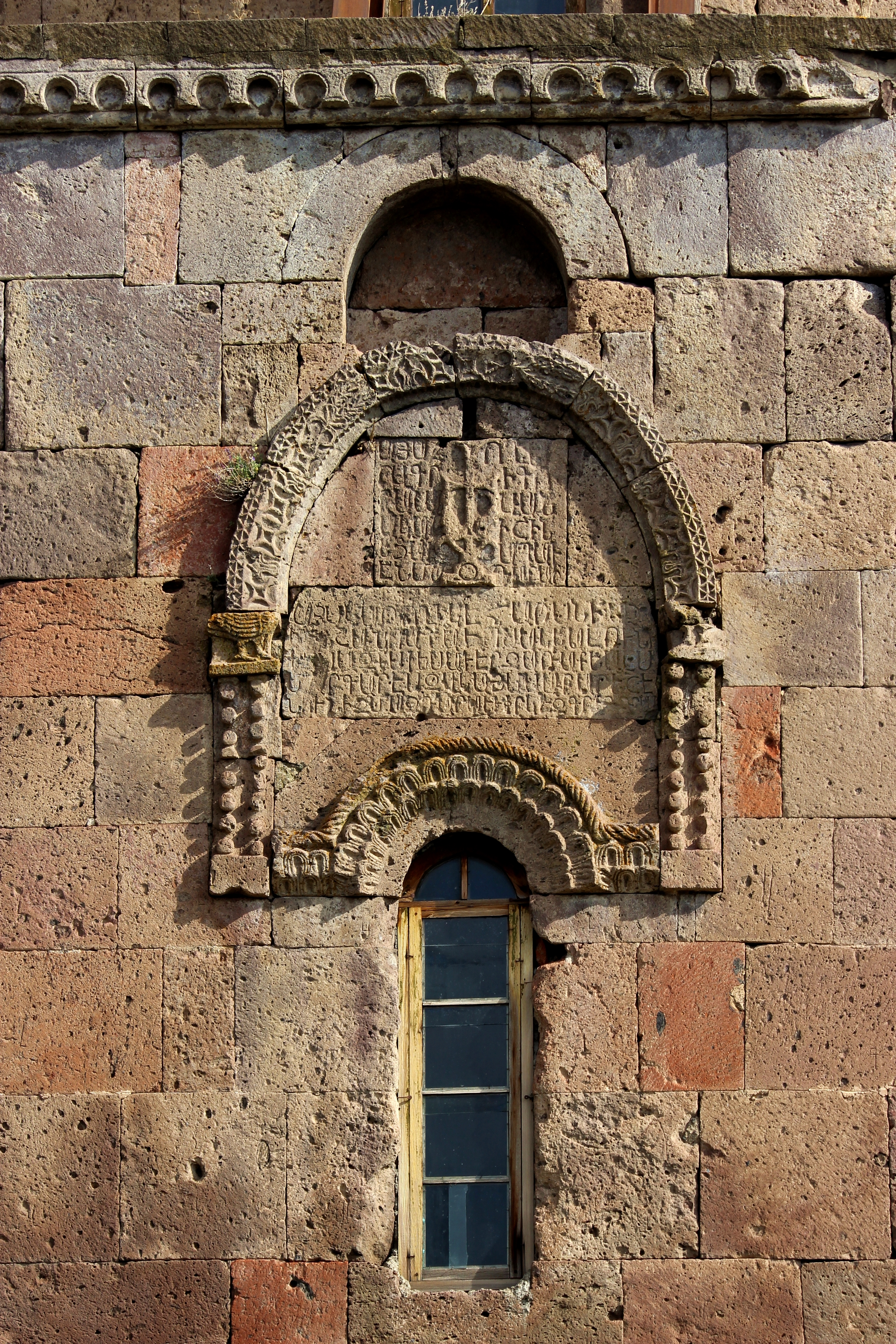
Detail of inscriptions above the western entrance.
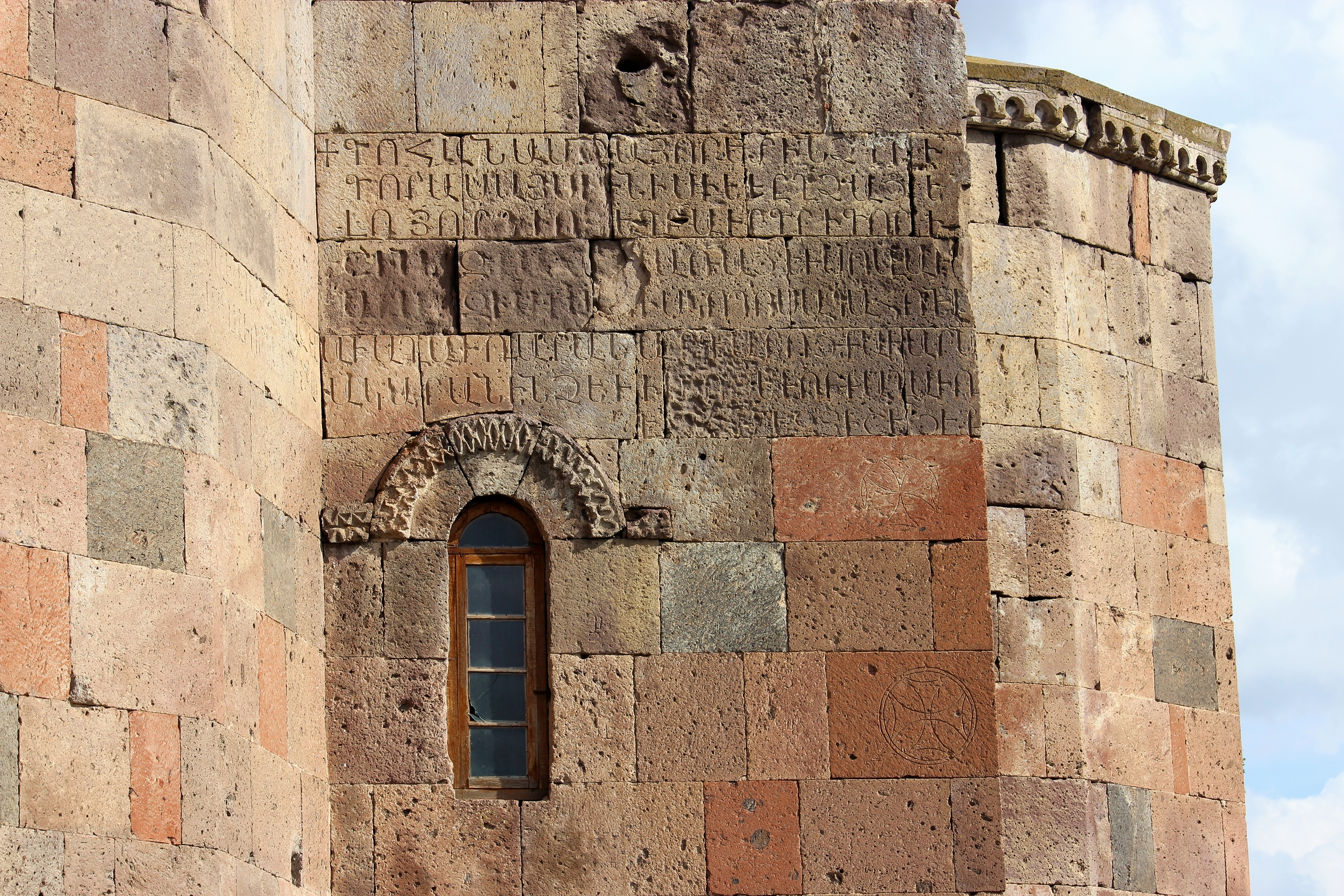
View of an inscription on the western wall.
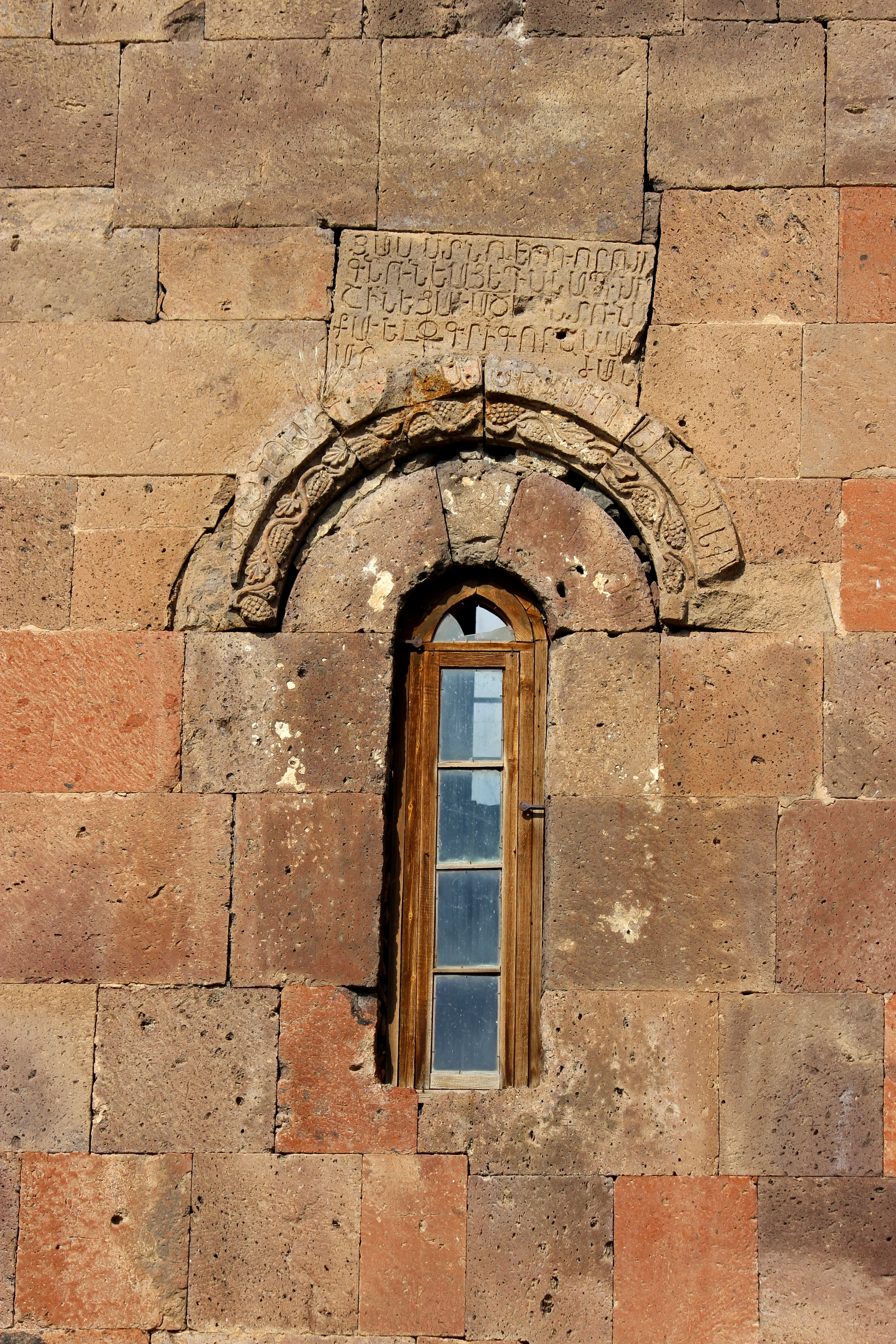
جزئیات پنجره جنوبی
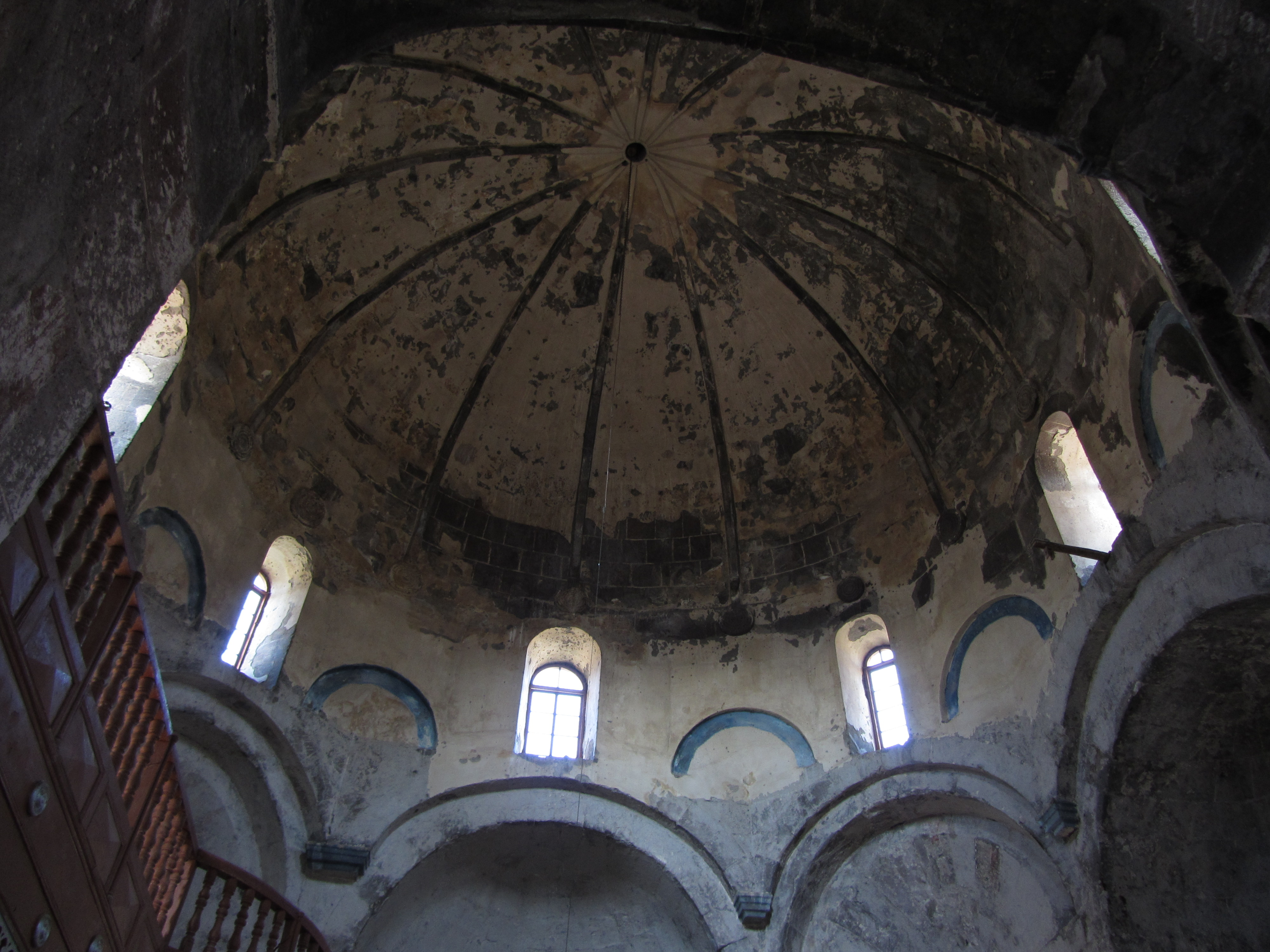
نمای ورودی از گنبد
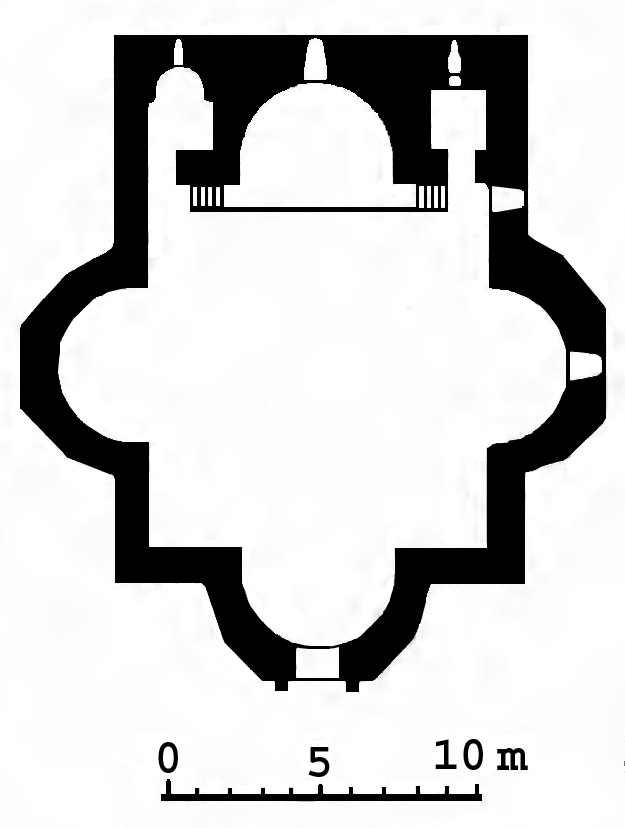